# Лото (Ђенова)
Лото је насеље у Италији у округу Ђенова, региону Лигурија.
Према процени из 2011. у насељу је живело 69 становника. Насеље се налази на надморској висини од 319 м.